# ロバータ (映画)
『ロバータ』（原題・英語: Roberta）は、1935年に製作・公開されたアメリカ合衆国の映画である。

## 概要
アリス・デュア・ミラーの小説を原作として1933年に初演されたジェローム・カーン作曲のミュージカル『ロバータ』の映画化であり、ウィリアム・A・サイターが監督、アイリーン・ダンとフレッド・アステア、ジンジャー・ロジャースが主演した。アステアとロジャースの共演作としては3作目となる。
プラターズの代表曲の一つとしても名高いスタンダード・ナンバー、「煙が目にしみる」はこのミュージカルの曲である。
1952年にメトロ・ゴールドウィン・メイヤー（MGM）で『Lovely to Look At』として再映画化されている。（キャスリン・グレイソン、ハワード・キール主演）

## キャスト
- ステファニー：アイリーン・ダン
- ハックルベリー・ヘインズ：フレッド・アステア
- シャルウェンカ伯爵夫人/リジー：ジンジャー・ロジャース
- ジョン・ケント：ランドルフ・スコット
- ルシル・ボール（ノンクレジット）

## スタッフ
- 監督：ウィリアム・A・サイター
- 製作：パンドロ・S・バーマン
- 脚色：ジェーン・マーフィン、サム・ミンツ、アラン・スコット
- 音楽監督：マックス・スタイナー
- 撮影：エドワード・クロンジェイガー
- 編集：ウィリアム・ハミルトン
- 美術：ヴァン・ネスト・ポルグレイズ
- 衣裳：バーナード・ニューマン

## アカデミー賞ノミネーション
- 歌曲賞：ジェローム・カーン（作曲）、ドロシー・フィールズ（作詞）、ジミー・マクヒュー（作詞）

## 注
1. ↑  RKO Feature Film Ledger, 1929-51